# Halálozások 1986-ban
Ez a szócikk az 1986-os évben elhunyt nevezetes személyeket sorolja fel.

## Ismeretlen hónap
| Dátum          | Név               | Foglalkozás / tisztség             | Kor | Forrás |
| -------------- | ----------------- | ---------------------------------- | --- | ------ |
| Ismeretlen nap | Czesław Bieżanko  | lengyel entomológus                | 091 |        |
| Ismeretlen nap | Simion Ismailciuc | olimpiai bajnok (1956) román kenus | 056 |        |

## December
| Dátum        | Név                          | Foglalkozás / tisztség                                            | Kor | Forrás |
| ------------ | ---------------------------- | ----------------------------------------------------------------- | --- | ------ |
| december 29. | John Antill                  | ausztrál zeneszerző                                               | 082 |        |
| december 29. | Andrej Tarkovszkij           | BAFTA-díjas orosz származású szovjet filmrendező, forgatókönyvíró | 054 |        |
| december 28. | Jan Nieuwenhuys              | holland festő                                                     | 064 |        |
| december 27. | André Cailleux               | francia földrajztudós, geológus, őslénykutató                     | 079 |        |
| december 27. | Lars-Erik Larsson            | svéd zeneszerző                                                   | 078 |        |
| december 26. | Elsa Lanchester              | angol-amerikai színésznő                                          | 084 |        |
| december 26. | Oldřich Marek                | cseh entomológus és tanár                                         | 075 |        |
| december 25. | Friedrich von Ledebur        | osztrák származású amerikai színész                               | 086 |        |
| december 24. | Gardner Francis Fox          | amerikai író, képregényalkotó                                     | 075 |        |
| december 24. | Richard van der Riet Woolley | amerikai csillagász                                               | 080 |        |
| december 22. | Harvey Stephens              | amerikai színész                                                  | 085 |        |
| december 20. | Alicia Urreta                | mexikói zongoraművész és zeneszerző                               | 056 |        |
| december 19. | V. C. Andrews                | amerikai író                                                      | 063 |        |
| december 18. | Mamo Clark                   | amerikai színésznő                                                | 072 |        |
| december 18. | Ulrico Girardi               | olimpiai ezüstérmes (1956) olasz bobversenyző                     | 056 |        |
| december 17. | Guillermo Cano Isaza         | kolumbiai újságíró                                                | 061 |        |
| december 16. | Marcel Quinet                | belga zeneszerző, zongoraművész és muzikológus                    | 071 |        |
| december 15. | Serge Lifar                  | ukrán származású francia balett-táncos, koreográfus               | 081 |        |
| december 14. | Páger Antal                  | Kossuth-díjas színművész, kiváló művész                           | 087 |        |
| december 13. | Ella Baker                   | amerikai emberjogi aktivista                                      | 083 |        |
| december 13. | Glyn Daniel                  | walesi régész, kőkorszak-kutató                                   | 072 |        |
| december 12. | Carlos Julio Ramírez         | kolumbiai-amerikai énekes és színész                              | 070 | [ 3 ]  |
| december 12. | Alexander H. Smith           | amerikai mikológus                                                | 082 | –      |
| december 10. | Susan Cabot                  | amerikai színésznő                                                | 059 |        |
| december 10. | Rino Pucci                   | olimpiai ezüstérmes (1948) olasz kerékpárversenyző                | 064 |        |
| december 9.  | Antonio Cardile              | olasz festő, szobrász                                             | 072 | –      |
| december 7.  | Roberto Bianchi Montero      | olasz filmrendező és forgatókönyvíró                              | 079 |        |
| december 7.  | Concha Méndez                | spanyol költő, író, drámaíró                                      | 088 |        |
| december 7.  | Albert Schwartz              | olimpiai bronzérmes (1932) amerikai úszó                          | 079 |        |
| december 2.  | Desi Arnaz                   | kubai születésű amerikai színész, zenész                          | 069 |        |

## November
| Dátum        | Név                         | Foglalkozás / tisztség                                                  | Kor | Forrás                                                       |
| ------------ | --------------------------- | ----------------------------------------------------------------------- | --- | ------------------------------------------------------------ |
| november 30. | Eino Leino                  | olimpiai bajnok (1920) finn birkózó                                     | 095 |                                                              |
| november 29. | Herbert Rosenfeld           | német-brit pszichiáter és pszichoanalitikus                             | 076 |                                                              |
| november 28. | Elizabeth Thomas            | amerikai egyiptológus                                                   | 079 | –                                                            |
| november 27. | Cezar Lăzărescu             | román építész, várostervező                                             | 063 | [ halott link ]                                              |
| november 27. | Steve Tracy                 | amerikai színész                                                        | 034 |                                                              |
| november 26. | Ingeborg Drewitz            | német író                                                               | 063 |                                                              |
| november 26. | Mary Welsh Hemingway        | amerikai újságíró, haditudósító, Hemingway negyedik felesége            | 078 |                                                              |
| november 26. | Takagava Kaku               | japán gojátékos                                                         | 071 |                                                              |
| november 25. | Ğabdelxəy Huram uğlı Axatov | szovjet-tatár nyelvész, turkológus                                      | 059 |                                                              |
| november 24. | Mazzino Montinari           | olasz filozófus és germanista, Nietzsche-kutató                         | 058 |                                                              |
| november 23. | Olaf Hoffsbakken            | olimpiai ezüstérmes (1936) norvég síelő                                 | 078 |                                                              |
| november 22. | Scatman Crothers            | amerikai színész, zenész, énekes                                        | 076 |                                                              |
| november 22. | Daan van Dijk               | olimpiai bajnok (1928) holland kerékpárversenyző                        | 079 |                                                              |
| november 22. | Curtis J. Humphreys         | amerikai fizikus                                                        | 088 |                                                              |
| november 22. | Malcolm Nokes               | olimpiai bronzérmes (1924) brit atléta, kalapácsvető                    | 089 |                                                              |
| november 22. | Dinny Pails                 | ausztrál teniszező                                                      | 065 |                                                              |
| november 22. | Edwin Salisbury             | olimpiai bajnok (1932) amerikai evezős                                  | 076 |                                                              |
| november 21. | Ctibor Filčík               | szlovák színész                                                         | 066 |                                                              |
| november 21. | Víctor Humareda             | perui festőművész                                                       | 066 | Archiválva 2008. december 7-i dátummal a Wayback Machine-ben |
| november 21. | Marcelino Sanchez           | Puerto Rico-i színész                                                   | 028 |                                                              |
| november 20. | Arne Beurling               | svéd matematikus                                                        | 081 |                                                              |
| november 18. | Bárdos Lajos                | Kossuth- és Erkel Ferenc-díjas zeneszerző, karnagy, zenetudós           | 087 |                                                              |
| november 18. | Michele Mara                | világbajnoki ezüstérmes olasz kerékpárversenyző                         | 083 |                                                              |
| november 17. | Harold Grad                 | amerikai matematikus                                                    | 063 |                                                              |
| november 16. | Siobhán McKenna             | ír színházi- és filmszínésznő                                           | 063 |                                                              |
| november 16. | Kurt Overhoff               | osztrák zeneszerző, karmester, zenepedagógus                            | 084 |                                                              |
| november 15. | Louis François              | olimpiai bronzérmes (1932) francia birkózó                              | 080 |                                                              |
| november 15. | Alexandre Tansman           | lengyel zongorista, karmester és zeneszerző                             | 089 |                                                              |
| november 14. | Sven Tito Achen             | dán író és heraldikus                                                   | 064 |                                                              |
| november 14. | Erik Byléhn                 | olimpiai ezüstérmes (1924) és (1928) svéd futó                          | 088 |                                                              |
| november 13. | Rudolf Schock               | német opera-,operett- és dalénekes                                      | 071 |                                                              |
| november 11. | Roger C. Carmel             | amerikai színész                                                        | 054 |                                                              |
| november 10. | Vicente Trueba              | spanyol kerékpárversenyző                                               | 081 |                                                              |
| november 10. | Leona Woods                 | amerikai atomfizikus, az egyetlen nő a Manhattan terv résztvevői között | 067 |                                                              |
| november 9.  | Eduardo del Pueyo           | spanyol zongoraművész                                                   | 081 |                                                              |
| november 9.  | Henry Russell               | olimpiai bajnok amerikai váltófutó az 1928-as olimpián                  | 081 |                                                              |
| november 8.  | Nils Ramm                   | ezüstérmes svéd ökölvívó az 1928-as olimpián                            | 083 |                                                              |
| november 7.  | Roberto Camardiel           | spanyol színész és színházi rendező                                     | 068 |                                                              |
| november 6.  | Elisabeth Grümmer           | német operaénekesnő                                                     | 075 |                                                              |
| november 6.  | Lili Kraus                  | magyar-amerikai zongoraművész                                           | 083 |                                                              |
| november 4.  | Kurt Hirsch                 | német-brit matematikus                                                  | 080 |                                                              |
| november 3.  | Adolf Busemann              | német-amerikai mérnök, aerodinamikus                                    | 085 |                                                              |
| november 3.  | Eddie Lockjaw Davis         | amerikai dzsessz-szaxofonos                                             | 064 |                                                              |
| november 2.  | Harry Brown                 | amerikai költő, író, forgatókönyvíró                                    | 069 |                                                              |
| november 2.  | Paul Frees                  | amerikai színész, szinkronszínész                                       | 066 |                                                              |
| november 2.  | Georges Mollard             | olimpiai bronzérmes (1924) francia vitorlázó                            | 084 |                                                              |
| november 1.  | Serge Garant                | kanadai zeneszerző, karmester, zenetanár                                | 057 |                                                              |

## Október
| Dátum       | Név                    | Foglalkozás / tisztség                                          | Kor | Forrás |
| ----------- | ---------------------- | --------------------------------------------------------------- | --- | ------ |
| október 31. | Robert Mulliken        | Nobel-díjas amerikai fizikus, kémikus                           | 090 |        |
| október 31. | Bruno Snell            | német klasszika-filológus                                       | 090 |        |
| október 31. | Félicien Vervaecke     | belga kerékpárversenyző                                         | 079 |        |
| október 29. | Elisabeth Schwarzhaupt | (nyugat)német politikus (CDU), egészségügyi miniszter (1961–66) | 085 |        |
| október 29. | Harry Voigt            | olimpiai bronzérmes (1936) német futó                           | 073 |        |
| október 28. | John Braine            | angol író                                                       | 064 |        |
| október 27. | Sherman Adams          | amerikai politikus, New Hampshire kormányzója (1949–1953)       | 087 |        |
| október 25. | Forrest Tucker         | amerikai színész                                                | 067 |        |
| október 22. | Szent-Györgyi Albert   | Nobel-díjas orvos, biokémikus, kutató, a C-vitamin felfedezője  | 093 |        |
| október 21. | Theodor Busse          | német gyalogsági tábornok a második világháborúban              | 088 |        |
| október 20. | Alain Moineau          | olimpiai bronzérmes (1948) francia kerékpárversenyző            | 058 |        |
| október 19. | Oldřich Lipský         | cseh filmrendező és forgatókönyvíró                             | 062 |        |
| október 18. | Sverre Ingolf Haugli   | olimpiai bronzérmes (1952) norvég gyorskorcsolyázó              | 061 |        |
| október 16. | Giovanni Invernizzi    | olimpiai bajnok (1948) olasz evezős                             | 060 |        |
| október 15. | Jacqueline Roque       | francia modell, Picasso utolsó felesége                         | 060 | –      |
| október 14. | Keenan Wynn            | amerikai színész                                                | 070 |        |
| október 12. | Fényes Szabolcs        | Erkel Ferenc-díjas zeneszerző                                   | 076 |        |
| október 12. | Mikuláš Huba           | szlovák színész                                                 | 066 |        |
| október 12. | Jūlijs Vanags          | lett író, műfordító                                             | 083 |        |
| október 11. | Georges Dumézil        | francia nyelvész, antropológus, vallástörténész                 | 088 |        |
| október 10. | Antonio Di Benedetto   | argentin író, újságíró                                          | 063 |        |
| október 10. | Han Drijver            | olimpiai ezüstérmes (1952) holland gyeplabdázó                  | 059 |        |
| október 10. | Priaulx Rainier        | dél-afrikai–brit zeneszerző                                     | 083 |        |
| október 9.  | Harald Reinl           | osztrák filmrendező és forgatókönyvíró                          | 078 |        |
| október 5.  | Hal B. Wallis          | amerikai filmproducer                                           | 088 |        |
| október 5.  | James H. Wilkinson     | amerikai matematikus és informatikus                            | 067 |        |
| október 2.  | Ahti Karjalainen       | finn zeneszerző, zenész, karmester, zenepedagógus               | 079 |        |

## Szeptember
| Dátum          | Név                        | Foglalkozás / tisztség                                    | Kor | Forrás                                                       |
| -------------- | -------------------------- | --------------------------------------------------------- | --- | ------------------------------------------------------------ |
| szeptember 30. | Storm Jameson              | angol újságíró, író                                       | 095 |                                                              |
| szeptember 28. | Robert Helpmann            | ausztrál színész, balett-táncos, koreográfus              | 077 |                                                              |
| szeptember 26. | Terada Noburu              | olimpiai bajnok (1936) japán úszó                         | 068 |                                                              |
| szeptember 25. | Marcel Rüedi               | svájci hegymászó                                          | 047 | Archiválva 2010. március 26-i dátummal a Wayback Machine-ben |
| szeptember 25. | Daniel Sueiro              | spanyol író                                               | 055 | –                                                            |
| szeptember 25. | Nyikolaj Szemjonov         | Nobel-díjas szovjet-orosz fizikus, kémikus                | 090 |                                                              |
| szeptember 24. | Maurice Delvart            | olimpiai bronzérmes (1920) francia futó                   | 087 |                                                              |
| szeptember 24. | Hara Hirosi                | japán botanikus                                           | 075 | –                                                            |
| szeptember 23. | Percy Peter (Edward Peter) | olimpiai bronzérmes (1920) angol úszó                     | 084 |                                                              |
| szeptember 22. | Erik Svensson              | olimpiai ezüstérmes (1932) svéd atléta                    | 083 |                                                              |
| szeptember 21. | John Kuck                  | olimpiai bajnok (1928) amerikai súlylökő                  | 081 |                                                              |
| szeptember 21. | Janos Lengyel              | magyar származású brazil újságíró                         | 067 |                                                              |
| szeptember 20. | James Hardy                | olimpiai bajnok amerikai evezős az 1948-as nyári olimpián | 063 |                                                              |
| szeptember 20. | Iorgu Iordan               | román nyelvész, újságíró, politikus                       | 097 |                                                              |
| szeptember 20. | Michal Lukniš              | szlovák földrajztudós                                     | 070 | –                                                            |
| szeptember 16. | Karel Svolinský            | cseh festő, grafikus, illusztrátor, tipográfus            | 090 |                                                              |
| szeptember 15. | Virginia Gregg             | amerikai színésznő                                        | 070 |                                                              |
| szeptember 13. | Oľga Borodáčová            | szlovák színésznő                                         | 086 |                                                              |
| szeptember 13. | Robert Nisbet              | olimpiai ezüstérmes (1928) brit evezős                    | 085 |                                                              |
| szeptember 12. | Ernst Haas                 | osztrák-amerikai fotográfus, fotóriporter                 | 065 |                                                              |
| szeptember 11. | Henry DeWolf Smyth         | amerikai fizikus, hivatalnok, diplomata                   | 088 |                                                              |
| szeptember 11. | Noel Streatfeild           | angol sci-fi író, gyermekkönyvíró                         | 090 |                                                              |
| szeptember 10. | Pepper Adams               | amerikai dzsessz-szaxofonos                               | 055 |                                                              |
| szeptember 9.  | Magda Tagliaferro          | francia-brazil zongoraművész                              | 093 |                                                              |
| szeptember 7.  | Nelson Dunford             | amerikai matematikus                                      | 079 |                                                              |
| szeptember 7.  | Armin Schibler             | svájci zeneszerző, zenepedagógus                          | 065 |                                                              |
| szeptember 6.  | Blanche Sweet              | amerikai színésznő                                        | 090 |                                                              |
| szeptember 4.  | Roberto Gavaldón           | mexikói filmrendező                                       | 077 |                                                              |
| szeptember 4.  | Hank Greenberg             | amerikai baseballozó                                      | 075 |                                                              |
| szeptember 4.  | Walter Wanderley           | brazil orgonaművész                                       | 054 |                                                              |
| szeptember 3.  | Vittorino Veronese         | olasz jogász, az UNESCO főigazgatója (1958–61)            | 076 |                                                              |
| szeptember 2.  | Joseph Ben-David           | magyarországi születésű izraeli szociológus               | 066 | [ 10 ]                                                       |
| szeptember 1.  | Murray Hamilton            | amerikai színész                                          | 063 |                                                              |

## Augusztus
| Dátum         | Név                   | Foglalkozás / tisztség                                            | Kor | Forrás |
| ------------- | --------------------- | ----------------------------------------------------------------- | --- | ------ |
| augusztus 31. | Jorge Alessandri      | chilei politikus, köztársasági elnök (1958–1964)                  | 090 |        |
| augusztus 31. | Goffredo Parise       | olasz író, újságíró                                               | 056 |        |
| augusztus 30. | Otto Mortensen        | dán zongorista, zeneszerző és muzikológus                         | 079 |        |
| augusztus 28. | Russell Lee           | amerikai fotográfus, fotóriporter                                 | 083 |        |
| augusztus 27. | Joyce Mansour         | egyiptomi származású francia szürrealista költő                   | 058 |        |
| augusztus 27. | Veikko Paatero        | finn matematikus                                                  | 083 | –      |
| augusztus 27. | Olga Šilhánová        | olimpiai bajnok (1948) cseh tornász                               | 065 |        |
| augusztus 26. | Raymond Abellio       | francia író és gnosztikus filozófus                               | 078 |        |
| augusztus 25. | M. Stanley Livingston | amerikai fizikus                                                  | 081 |        |
| augusztus 24. | Harry Benjamin        | német-amerikai szexológus                                         | 101 |        |
| augusztus 23. | Witold Nowacki        | lengyel mérnök és matematikus                                     | 075 |        |
| augusztus 21. | Alexandre O'Neill     | portugál költő                                                    | 061 |        |
| augusztus 21. | Agustín Sauto Arana   | baszk labdarúgó                                                   | 078 |        |
| augusztus 20. | Milton Acorn          | kanadai író, költő, színműíró                                     | 063 |        |
| augusztus 19. | Hermione Baddeley     | angol színésznő                                                   | 079 |        |
| augusztus 19. | John Donnelly         | bronzérmes kanadai evezős az 1928-as nyári olimpián               | 081 |        |
| augusztus 16. | Marco Pedrini         | svájci hegymászó                                                  | 028 | –      |
| augusztus 16. | Jaime Sáenz           | bolíviai költő, író                                               | 064 |        |
| augusztus 12. | Felix Salzer          | osztrák-amerikai zeneteoritikus, zenepedagógus                    | 081 | [ 11 ] |
| augusztus 11. | Chuck McKinley        | amerikai teniszező                                                | 045 |        |
| augusztus 10. | Vratislav Effenberger | cseh író, irodalomteoretikus                                      | 063 |        |
| augusztus 6.  | Emilio Fernández      | mexikói színész és filmrendező                                    | 082 |        |
| augusztus 5.  | Cziráki Ferenc        | válogatott kézilabdázó, olimpikon (1936)                          | 072 |        |
| augusztus 5.  | Banesh Hoffmann       | brit matematikus és fizikus, Einstein munkatársa és életrajzírója | 079 |        |
| augusztus 5.  | Emanuel Löffler       | olimpiai ezüstérmes (1928) cseh tornász                           | 084 |        |
| augusztus 2.  | Renato Leduc          | mexikói költő, író                                                | 088 |        |

## Július
| Dátum      | Név                        | Foglalkozás / tisztség                                                | Kor | Forrás |
| ---------- | -------------------------- | --------------------------------------------------------------------- | --- | ------ |
| július 31. | Enric Casals i Defilló     | katalán hegedűművész, zeneszerző és karmester                         | 094 |        |
| július 31. | Lea Davidova-Medene        | lett szobrász                                                         | 065 |        |
| július 30. | Câmara Cascudo             | brazil jogász, újságíró, történész, antropológus                      | 087 |        |
| július 29. | David Cooper               | dél-afrikai pszichiáter                                               | 055 |        |
| július 28. | John Alcott                | angol operatőr                                                        | 055 |        |
| július 28. | Annemarie Selinko          | osztrák író                                                           | 071 |        |
| július 26. | W. Averell Harriman        | amerikai üzletember, politikus, diplomata, New York állam kormányzója | 094 |        |
| július 26. | Gerda Madsen               | dán színésznő                                                         | 084 |        |
| július 26. | Dominique Mbonyumutwa      | Ruanda elnöke (1961)                                                  | 065 |        |
| július 25. | Vincente Minnelli          | amerikai színházi- és filmrendező                                     | 083 |        |
| július 24. | Curuta Josijuki            | olimpiai bajnok (1928) és (1932) japán úszó                           | 082 |        |
| július 23. | Adolfo Baloncieri          | olasz labdarúgó                                                       | 088 |        |
| július 23. | Renato De Sanzuane         | olimpiai bronzérmes (1952) olasz vízilabdázó                          | 061 |        |
| július 22. | Ede Staal                  | holland énekes, dalszövegíró                                          | 044 |        |
| július 21. | Ion Caraion                | román költő, író, irodalomkritikus, műfordító                         | 063 |        |
| július 19. | Alfredo Binda              | többszörös világbajnok olasz kerékpárversenyző                        | 083 |        |
| július 19. | Daniel L. Fapp             | amerikai operatőr                                                     | 082 |        |
| július 19. | Branca Edmée Marques       | portugál fizikus és kémikus                                           | 087 |        |
| július 19. | Glen Graham (Glenn Graham) | olimpiai ezüstérmes (1924) amerikai atléta                            | 082 |        |
| július 16. | Renato Casarotto           | olasz hegymászó                                                       | 038 | –      |
| július 16. | Claire Watson              | amerikai operaénekesnő                                                | 059 |        |
| július 16. | Jerrold R. Zacharias       | amerikai atomfizikus                                                  | 081 |        |
| július 15. | Benny Rubin                | amerikai színész és humorista                                         | 087 |        |
| július 15. | Alfonso Thiele             | amerikai és olasz autóversenyző                                       | 066 |        |
| július 13. | Brion Gysin                | amerikai festő, költő, performansz művész                             | 070 |        |
| július 13. | Ladislav Pešek             | cseh színész                                                          | 079 |        |
| július 13. | Ralph Steiner              | amerikai fotográfus és dokumentumfilmes                               | 087 |        |
| július 11. | Lillian Rosanoff Lieber    | ukrán-zsidó származású amerikai matematikus                           | 099 |        |
| július 10. | Rafael Gil                 | spanyol filmrendező, forgatókönyvíró, producer                        | 073 |        |
| július 10. | Lê Duẩn                    | vietnámi politikus, a Vietnámi Kommunista Párt főtitkára              | 079 |        |
| július 10. | Marie-Hélène Sachet        | francia botanikus                                                     | 064 |        |
| július 9.  | Karl Heinz Beckurts        | német atomfizikus, menedzser                                          | 056 |        |
| július 9.  | Nellie Campobello          | mexikói író, koreográfus, balett-táncosnő                             | 085 |        |
| július 9.  | Ernst Peschl               | német matematikus                                                     | 079 |        |
| július 5.  | Noel Counihan              | ausztrál festő, illusztrátor                                          | 072 |        |
| július 4.  | Paul-Gilbert Langevin      | francia muzikológus                                                   | 052 |        |
| július 4.  | Flor Peeters               | belga orgonaművész, zeneszerző, zenepedagógus                         | 083 |        |
| július 4.  | Oscar Zariski              | oroszországi zsidó származású amerikai matematikus                    | 087 |        |
| július 3.  | Rudy Vallée                | amerikai zenész, énekes, színész                                      | 084 |        |
| július 2.  | Louis Harant               | olimpiai bajnok (1920) amerikai sportlövő                             | 090 |        |
| július 2.  | Hoàng Văn Thái             | vietnámi katonatiszt, politikus                                       | 071 | –      |

## Június
| Dátum      | Név                          | Foglalkozás / tisztség                             | Kor | Forrás                                                         |
| ---------- | ---------------------------- | -------------------------------------------------- | --- | -------------------------------------------------------------- |
| június 30. | Margalo Gillmore             | angol–amerikai színésznő                           | 089 |                                                                |
| június 29. | Mario Amaya                  | amerikai művészetkritikus, múzeumigazgató          | 052 |                                                                |
| június 29. | Jean Raine                   | belga festő, író, költő, filmrendező               | 059 |                                                                |
| június 27. | Gárdonyi Zoltán              | zeneszerző, zenetudós, egyetemi tanár              | 080 |                                                                |
| június 25. | Kazimierz Aleksander Gzowski | olimpiai ezüstérmes (1928) lengyel lovas           | 084 |                                                                |
| június 25. | Michele Mastromarino         | olimpiai bajnok (1924) olasz tornász               | 091 | [ 12 ]                                                         |
| június 24. | Mika Antić                   | szerb költő, író, filmrendező, festő               | 054 |                                                                |
| június 24. | Ján Kroner                   | szlovák színész                                    | 059 |                                                                |
| június 24. | Lodovico Rocca               | olasz zeneszerző                                   | 090 |                                                                |
| június 23. | Moses Finley                 | amerikai-angol történész                           | 074 |                                                                |
| június 22. | Mary Anderson                | amerikai színésznő                                 | 088 |                                                                |
| június 18. | Joan Oliver i Sallarès       | katalán költő, drámaíró, műfordító                 | 086 |                                                                |
| június 17. | Kate Smith                   | amerikai énekesnő                                  | 079 |                                                                |
| június 16. | Kārlis Jansons               | lett szobrász                                      | 090 |                                                                |
| június 16. | Erlendur Patursson           | feröeri író és politikus                           | 072 |                                                                |
| június 15. | Willie Hoel                  | norvég színész                                     | 065 |                                                                |
| június 14. | Jaap Boot                    | olimpiai bronzérmes (1924) holland futó            | 083 |                                                                |
| június 14. | Alan Jay Lerner              | amerikai dalszövegíró, librettista                 | 067 |                                                                |
| június 13. | Benny Goodman                | amerikai klarinétművész, zenekarvezető             | 077 |                                                                |
| június 13. | Dean Reed                    | amerikai színész, énekes, zenész, dalszerző        | 047 |                                                                |
| június 12. | George Calboreanu            | román színész                                      | 090 | [ 13 ]                                                         |
| június 12. | Carlo Vivarelli              | svájci fotográfus, grafikus, tipográfus            | 057 |                                                                |
| június 11. | Chesley Bonestell            | amerikai festő, illusztrátor, formatervező         | 098 |                                                                |
| június 10. | Emilio de los Santos         | politikus, a Dominikai Köztársaság elnöke (1963)   | 082 |                                                                |
| június 9.  | Arnaldo Benfenati            | olimpiai ezüstérmes (1948) olasz kerékpárversenyző | 062 |                                                                |
| június 9.  | Mikes György                 | magyar humorista, újságíró                         | 056 |                                                                |
| június 8.  | Cèlia Suñol i Pla            | katalán írónő                                      | 087 |                                                                |
| június 7.  | James Fifer                  | olimpiai bajnok (1956) amerikai evezős             | 055 |                                                                |
| június 7.  | Szara Szadikova              | szovjet-tatár színésznő, operaénekes, zeneszerző   | 079 |                                                                |
| június 5.  | Bryan Grant                  | amerikai teniszező                                 | 076 |                                                                |
| június 5.  | Lílian Lemmertz              | brazil színésznő                                   | 048 |                                                                |
| június 5.  | Henri Michel                 | francia történész                                  | 079 |                                                                |
| június 3.  | Augusto Ruschi               | brazil botanikus, ökológus                         | 070 | –                                                              |
| június 3.  | Anna Neagle                  | angol, táncos- énekes és színésznő                 | 081 |                                                                |
| június 2.  | Stanley Corrsin              | amerikai fizikus                                   | 066 | –                                                              |
| június 2.  | Arthur Hoérée                | belga zeneszerző és színész                        | 089 | [ 14 ]                                                         |
| június 2.  | Daniel Sternefeld            | belga zeneszerző és karmester                      | 080 | Archiválva 2020. augusztus 13-i dátummal a Wayback Machine-ben |
| június 1.  | Margaret Blackwood           | ausztrál botanikus és genetikus                    | 079 |                                                                |

## Május
| Dátum     | Név                    | Foglalkozás / tisztség                                                              | Kor | Forrás |
| --------- | ---------------------- | ----------------------------------------------------------------------------------- | --- | ------ |
| május 31. | James Rainwater        | Nobel-díjas amerikai atomfizikus                                                    | 068 |        |
| május 30. | Perry Ellis            | amerikai divattervező                                                               | 046 |        |
| május 28. | Marguerite Courtot     | amerikai színésznő                                                                  | 088 |        |
| május 26. | Gian-Carlo Coppola     | amerikai színész és filmproducer                                                    | 022 |        |
| május 24. | Chris Graham           | ezüstérmes kanadai ökölvívó az 1920-as nyári olimpián                               | 086 |        |
| május 24. | Stephen Thorne         | amerikai űrhajós                                                                    | 033 |        |
| május 22. | Charles F. Voegelin    | amerikai nyelvész és antropológus                                                   | 080 |        |
| május 22. | Martin Gabel           | amerikai színész                                                                    | 073 |        |
| május 20. | Helen B. Taussig       | amerikai orvos, gyermek-kardiológus                                                 | 087 |        |
| május 17. | Yaşar Erkan            | olimpiai bajnok (1936) török birkózó                                                | 075 |        |
| május 17. | Ljudmila Pahomova      | olimpiai bajnok (1976) szovjet műkorcsolyázó                                        | 039 |        |
| május 15. | Hel Braun              | német matematikus                                                                   | 071 |        |
| május 14. | Cornelis van Steenis   | holland botanikus                                                                   | 084 |        |
| május 12. | Theo Jung              | német újságíró, eszperantista, a Heroldo de Esperanto című lap alapítója és kiadója | 093 |        |
| május 12. | Alicia Moreau de Justo | argentin feminista és szocialista politikus                                         | 100 |        |
| május 9.  | Ánxel Fole             | spanyol és galiciai nyelvű író, költő                                               | 082 |        |
| május 8.  | Ernle Bradford         | brit történész                                                                      | 064 |        |
| május 7.  | Herma Szabo            | olimpiai bajnok (1924) és többszörös világbajnok osztrák műkorcsolyázó              | 084 |        |
| május 7.  | Haldun Taner           | török író, drámaíró                                                                 | 071 |        |
| május 6.  | Laura Alves            | portugál színésznő                                                                  | 064 |        |
| május 6.  | Stephan Rauschert      | német botanikus                                                                     | 054 |        |
| május 5.  | Ruy Coelho             | portugál zeneszerző, zenetanár, karmester                                           | 097 |        |
| május 5.  | Käthe Haack            | német színésznő                                                                     | 088 |        |

## Április
| Dátum          | Név                   | Foglalkozás / tisztség                                           | Kor | Forrás |
| -------------- | --------------------- | ---------------------------------------------------------------- | --- | ------ |
| Ismeretlen nap | Stefano Tamburini     | olasz grafikus, képregényalkotó                                  | 030 |        |
| április 30.    | Robert Stevenson      | angol filmrendező                                                | 081 |        |
| április 29.    | Henri de France       | francia elektromérnök, a SECAM rendszer feltalálója              | 074 | [ 15 ] |
| április 29.    | Edwin Graves          | olimpiai bajnok amerikai evezős az 1920-as nyári olimpián        | 088 |        |
| április 29.    | Raúl Prébisch         | argentin közgazdász, politikus                                   | 085 |        |
| április 28.    | R. H. Bing            | amerikai matematikus                                             | 071 |        |
| április 28.    | Werner Conze          | német történész                                                  | 075 |        |
| április 28.    | Vladimír Novák        | világbajnoki ezüstérmes (1933 cseh sífutó                        | 082 |        |
| április 27.    | Eduard Imhof          | svájci térképész                                                 | 091 |        |
| április 26.    | Broderick Crawford    | amerikai színész                                                 | 074 |        |
| április 26.    | Hermann Gmeiner       | osztrák pedagógus, az SOS Gyermekfalvak hálózatának megalapítója | 066 |        |
| április 26.    | Bessie Love           | amerikai színésznő                                               | 087 |        |
| április 23.    | Harold Arlen          | amerikai zeneszerző                                              | 081 |        |
| április 23.    | Farkas Gábor          | botanikus, növényfiziológus, biokémikus                          | 060 | –      |
| április 23.    | Stanisław Pietkiewicz | lengyel földrajztudós és térképész                               | 091 |        |
| április 23.    | Alberto Zorrilla      | olimpiai bajnok (1928) argentin úszó                             | 080 |        |
| április 20.    | Doris Dawson          | amerikai színésznő                                               | 077 |        |
| április 20.    | Jean-Jacques Gautier  | francia újságíró, író, színikritikus                             | 077 |        |
| április 19.    | Dag Virén             | svéd zeneszerző                                                  | 080 |        |
| április 18.    | Antonio Lauro         | venezuelai zeneszerző és gitáros                                 | 068 |        |
| április 17.    | Paul Costello         | olimpiai bajnok (1920, 1924 és 1928) amerikai evezős             | 091 |        |
| április 17.    | Marcel Dassault       | francia repülőmérnök, üzletember, gyáralapító, politikus         | 094 |        |
| április 16.    | Pia Colombo           | francia énekesnő                                                 | 051 |        |
| április 15.    | Tim McIntire          | amerikai színész                                                 | 041 |        |
| április 15.    | Vlastimil Moravec     | cseh kerékpárversenyző                                           | 036 |        |
| április 14.    | Jole Bovio Marconi    | olasz régész                                                     | 089 | –      |
| április 13.    | Dorothy Ashby         | amerikai dzsesszhárfás                                           | 053 |        |
| április 13.    | Jack van Bebber       | olimpiai bajnok (1932) amerikai birkózó                          | 078 |        |
| április 13.    | Sulo Bärlund          | olimpiai ezüstérmes (1936) finn súlylökő                         | 075 |        |
| április 11.    | Josef Růžička         | olimpiai ezüstérmes (1952) cseh birkózó                          | 061 |        |
| április 10.    | Linda Creed           | amerikai énekes, dalszerző                                       | 036 |        |
| április 9.     | Pul'kin Vasilii       | vepsze író, drámaíró, pedagógus                                  | 064 | –      |
| április 7.     | Brenda Brenet         | amerikai színésznő                                               | 036 |        |
| április 7.     | Michael Warriner      | aranyérmes angol evezős az 1928-as olimpiai játékokon            | 077 |        |
| április 6.     | Israel Ruong          | svéd-számi nyelvész, politikus                                   | 082 |        |
| április 5.     | Manly Wade Wellman    | amerikai sci-fi író                                              | 082 |        |
| április 4.     | Rebeca Gerschman      | argentin biológus                                                | 082 |        |
| április 4.     | Carlo Taranto         | olasz színész                                                    | 064 |        |
| április 1.     | Erik Bruhn            | dán balett-táncos                                                | 057 |        |

## Március
| Dátum       | Név                 | Foglalkozás / tisztség                             | Kor | Forrás |
| ----------- | ------------------- | -------------------------------------------------- | --- | ------ |
| március 31. | Jerry Paris         | amerikai színész, filmrendező                      | 060 |        |
| március 30. | John Ciardi         | amerikai költő, műfordító, etimológus              | 069 |        |
| március 30. | Milan Munclinger    | cseh fuvolaművész, karmester, zeneszerző           | 062 |        |
| március 29. | Jessie Cross        | olimpiai ezüstérmes (1928) amerikai futó           | 076 |        |
| március 24. | Ernest Rogez        | olimpiai bronzérmes (1928) francia vízilabdázó     | 078 |        |
| március 22. | Olive Deering       | amerikai színésznő                                 | 067 |        |
| március 22. | Charles Starrett    | amerikai színész                                   | 082 |        |
| március 18. | Ludvík Aškenazy     | cseh író                                           | 065 |        |
| március 16. | Vera Molnár         | részben magyar származású német színésznő          | 062 |        |
| március 11. | Herbert Runge       | olimpiai bajnok német ökölvívó az 1936-os olimpián | 073 |        |
| március 11. | Sonny Terry         | amerikai bluesénekes és szájharmonikás             | 074 | [ 16 ] |
| március 10. | Emerson Norton      | ezüstérmes amerikai atléta az 1924-es olimpián     | 085 |        |
| március 9.  | Michael Strunge     | dán költő                                          | 027 |        |
| március 8.  | Hans Knecht         | svájci kerékpárversenyző                           | 072 |        |
| március 6.  | Adolph Caesar       | amerikai színész                                   | 052 |        |
| március 5.  | Franciska Clausen   | dán festő                                          | 087 |        |
| március 4.  | Albert L. Lehninger | amerikai biokémikus                                | 069 |        |
| március 4.  | Richard Manuel      | kanadai zeneszerző, zenész, énekes                 | 042 |        |
| március 3.  | Jerry Paris         | amerikai színész és filmrendező                    | 060 |        |
| március 1.  | Igor Celovalnyikov  | olimpiai bajnok (1972) szovjet kerékpáros          | 042 |        |
| március 1.  | Bloke Modisane      | dél-afrikai író, újságíró, színész                 | 062 |        |
| március 1.  | Martta Wendelin     | finn festő                                         | 092 |        |

## Február
| Dátum       | Név                      | Foglalkozás / tisztség                                    | Kor | Forrás                                                    |
| ----------- | ------------------------ | --------------------------------------------------------- | --- | --------------------------------------------------------- |
| február 28. | Väinö Penttala           | olimpiai ezüstérmes (1920) finn birkózó                   | 079 |                                                           |
| február 27. | Jacques Plante           | kanadai jégkorongozó                                      | 057 |                                                           |
| február 26. | Martin Julian Buerger    | amerikai mineralógus, krisztallográfus                    | 082 |                                                           |
| február 25. | Pasquale Festa Campanile | olasz író, forgatókönyvíró, filmrendező                   | 058 |                                                           |
| február 23. | Ernst Neufert            | német építész                                             | 085 |                                                           |
| február 23. | Mart Stam                | holland építész és bútortervező                           | 086 | [ 17 ]                                                    |
| február 20. | František Kardaus        | cseh grafikus, ipari formatervező                         | 077 |                                                           |
| február 20. | Bert Schneider           | aranyérmes kanadai ökölvívó az 1920-as olimpiai játékokon | 088 |                                                           |
| február 19. | Adolfo Celi              | olasz színész és filmrendező                              | 063 |                                                           |
| február 19. | André Leroi-Gourhan      | francia etnológus, régész, történész                      | 074 |                                                           |
| február 19. | Francisco Mignone        | brazil zongorista, karmester, zeneszerző                  | 088 |                                                           |
| február 18. | Nelson Cavaquinho        | brazil szambazenész                                       | 074 |                                                           |
| február 18. | Václav Smetáček          | cseh karmester, zeneszerző, oboás, zenepedagógus          | 079 |                                                           |
| február 17. | Emil Vodder              | dán kutatóorvos                                           | 089 |                                                           |
| február 16. | Howard Da Silva          | amerikai színész                                          | 076 |                                                           |
| február 15. | David Vázquez Martínez   | argentin biokémikus, mikrobiológus                        | 055 |                                                           |
| február 14. | Edmund Rubbra            | angol zeneszerző                                          | 084 |                                                           |
| február 13. | Victor Desarzens         | svájci karmester                                          | 077 |                                                           |
| február 10. | Brian Aherne             | angol–amerikai színész                                    | 083 |                                                           |
| február 10. | Jon Snersrud             | olimpiai bronzérmes (1928) norvég síelő                   | 083 |                                                           |
| február 9.  | Eleonora Kaminskaitė     | olimpiai bronzérmes (1976) szovjet-litván evezős          | 035 |                                                           |
| február 9.  | Jacques Rispal           | francia színész                                           | 062 |                                                           |
| február 7.  | Cheikh Anta Diop         | szenegáli történész, antropológus, fizikus, politikus     | 062 |                                                           |
| február 7.  | Dick Southwood           | aranyérmes angol evezős az 1936-os olimpiai játékokon     | 080 |                                                           |
| február 6.  | Dandy Nichols            | angol színésznő                                           | 078 |                                                           |
| február 6.  | Minoru Yamasaki          | japán származású amerikai építész                         | 073 |                                                           |
| február 3.  | Art Chapman              | olimpiai ezüstérmes (1936) kanadai kosárlabdázó           | 073 |                                                           |
| február 3.  | Alfred Vohrer            | német filmrendező és forgatókönyvíró                      | 071 |                                                           |
| február 1.  | Dick James               | brit zenei producer                                       | 065 |                                                           |
| február 1.  | Alva Myrdal              | Nobel-békedíjas svéd szociológus, diplomata               | 084 | Archiválva 2019. május 7-i dátummal a Wayback Machine-ben |
| február 1.  | Lambert Redd             | olimpiai ezüstérmes (1932) amerikai távolugró             | 077 |                                                           |

## Január
| Dátum      | Név                   | Foglalkozás / tisztség                                       | Kor | Forrás                                                          |
| ---------- | --------------------- | ------------------------------------------------------------ | --- | --------------------------------------------------------------- |
| január 29. | Leif Erickson         | amerikai színész                                             | 074 |                                                                 |
| január 29. | Vera Poska-Grünthal   | észt jogász, feminista és gyermekjogi aktivista              | 087 | Archiválva 2020. szeptember 26-i dátummal a Wayback Machine-ben |
| január 27. | Karl Köther           | olimpiai bronzérmes (1928) német kerékpárversenyző           | 080 |                                                                 |
| január 25. | Albert Grossman       | amerikai zenei menedzser, producer                           | 059 |                                                                 |
| január 25. | Josef Kammhuber       | német tábornok, a második világháborúban a légierő pilótája  | 089 |                                                                 |
| január 24. | Victor Crutchley      | brit tengerésztiszt az első és a második világháborúban      | 092 |                                                                 |
| január 24. | Flo Hyman             | olimpiai ezüstérmes (1984) amerikai röplabdázó               | 031 |                                                                 |
| január 24. | Gordon MacRae         | amerikai énekes, színész                                     | 064 |                                                                 |
| január 23. | Ingeborg Johansen     | dán író, műfordító                                           | 089 |                                                                 |
| január 22. | Ilse Fromm-Michaels   | német zeneszerző és zongoraművész                            | 097 |                                                                 |
| január 20. | Franz Kemser          | olimpiai bajnok (1952) német bobversenyző                    | 075 |                                                                 |
| január 19. | Enrique Tierno Galván | spanyol jogász, szociológus, politikus, Madrid polgármestere | 067 |                                                                 |
| január 19. | Hans Hartvig Seedorff | dán költő, dalszerző                                         | 093 |                                                                 |
| január 16. | Jean Cassou           | francia író, költő, művészetkritikus, műfordító              | 088 | [ 18 ]                                                          |
| január 16. | Stjepan Šulek         | horvát hegedűművész, karmester, zeneszerző                   | 071 |                                                                 |
| január 15. | Anna Zemánková        | cseh festő, rajz- és pasztellművész                          | 077 |                                                                 |
| január 14. | Daniel Balavoine      | francia dalszerző, zenész, énekes                            | 033 |                                                                 |
| január 13. | Alberto Abdala        | uruguayi festő, jogász és politikus                          | 065 | Archiválva 2021. január 24-i dátummal a Wayback Machine-ben     |
| január 12. | Marcel Arland         | francia író és irodalomkritikus                              | 086 |                                                                 |
| január 12. | Ludwig Biermann       | német fizikus, asztrofizikus                                 | 078 |                                                                 |
| január 10. | Joe Farrell           | amerikai dzsessz-szaxofonista                                | 048 |                                                                 |
| január 9.  | Michel de Certeau     | francia jezsuita teológus, filozófus, történész              | 060 | [ 19 ]                                                          |
| január 8.  | Pierre Fournier       | francia csellóművész                                         | 079 |                                                                 |
| január 7.  | Július Nemčík         | szlovák festő                                                | 076 |                                                                 |
| január 6.  | Fernand Oubradous     | francia fagottművész, karmester, zeneszerző                  | 082 | [ 20 ]                                                          |
| január 5.  | Elena de Galantha     | osztrák–magyar származású amerikai kutatóorvos, hisztológus  | 095 |                                                                 |
| január 5.  | Ilmari Salminen       | olimpiai bajnok (1936) finn hosszútávfutó                    | 083 |                                                                 |
| január 5.  | Radovan Zogović       | montenegrói költő, műfordító, politikus                      | 078 |                                                                 |
| január 4.  | Gösta Bernhard        | svéd színész, humorista                                      | 075 |                                                                 |
| január 4.  | Christopher Isherwood | angol-amerikai író                                           | 081 |                                                                 |
| január 4.  | Phil Lynott           | ír-angol rockzenész, dalszerző, énekes                       | 036 |                                                                 |
| január 2.  | Una Merkel            | amerikai színésznő                                           | 082 |                                                                 |